# Max Steinschneider
Max Steinschneider (* 15. Dezember 1853 in Berlin; † 8. Dezember 1915 in Berlin) war ein Berliner Rechtsanwalt und Justizrat sowie der Gründer der Villenkolonie Neu-Döberitz im heutigen Dallgow-Döberitz.

## Leben
Max Steinschneider war der Sohn von Moritz Steinschneider (1816–1907) und dessen Ehefrau Auguste (geborene Auerbach; * 25. Dezember 1823 in Posen; † 2. Juni 1898 in Berlin).
Steinschneider besuchte von 1866 bis zu seinem Abitur im Jahre 1871 das Gymnasium zum Grauen Kloster in Berlin. Nach einem Jurastudium wurde er im Januar 1881 in Berlin zum
Assessor am Kammergericht ernannt und Ende Januar 1881 als Rechtsanwalt am Landgericht I zugelassen.
Nach mehreren Umzügen befand sich Steinschneiders Kanzlei von 1890 bis 1913 in der Kaiser-Wilhelm-Straße 47, und ebenfalls seit 1890 betrieb er die Kanzlei zusammen mit dem Rechtsanwalt Harry Franc. Am 19. November 1892 heiratete er in Berlin Anna Leopoldine Fischlowitz (* 23. September 1855 in Brüssel; † Anfang 1931 in Berlin). Aus dieser Ehe gingen drei Söhne hervor: Adolf Moritz Steinschneider (1894–1944), Gustav Steinschneider (1899–1981) und Karl Steinschneider (1900–1979). Karl, der später als Übersetzer von Samuel Agnon bekannt wurde, und der später mit Toni Halle verheiratete Gustav konnten 1933 nach Palästina einwandern; Adolf Moritz emigrierte zunächst in die Schweiz, wo er 1935 ausgewiesen wurde und nach Paris übersiedelte. Am 11. Juni 1944 wurde er von SS-Truppen in der Nähe des Städtchens Bellac zusammen mit seinem Freund Hans Lauterbach verschleppt und erschlagen.
Max Steinschneider engagierte sich in zahlreichen sozialen und genossenschaftlichen Projekten. 1937 teilte Adolf Motritz Steinschneider seinem Bruder Gustav mit, dass er in der Emigration in Paris mit „Herren aus der deutschen Baugenossenschaftsbewegung“ zusammengetroffen sei und teilte seinem Bruder mit, „dass Papa in dieser Bewegung nicht nur in der Konsumgenossenschaftsbewegung eine sehr große Rolle gespielt hat. Es war sozusagen noch vor Deiner Zeit, denn ich erinnere mich daran aus meiner frühesten Jugend, noch so vor Döberitz“ Belegt wird dies unter anderem durch Max Steinschneiders Erwähnung in der Publikation Genossenschaftsgründer und Genossenschaftsgründerinnen und ihre Ideen, in der er als Mitunterzeichner des Programms des „Vereins für Soziales Genossenschaftswesen“ aus dem Jahre 1902 erwähnt wird. Weitere Mitunterzeichner dieses Programms waren unter anderem Eduard Bernstein, Heinrich Braun, Adolf von Elm und Raphael Ernst May. Gertrud David bezeichnete den „Verein für Soziales Genossenschaftswesen“ in einem in den Sozialistischen Monatsheften erschienen Nachruf auf Max Steinschneider als „den geistigen Mittelpunkt der Berliner Genossenschaftsbewegung“ in den neunziger Jahren des 19. Jahrhunderts. Nach David half Steinschneider Anfang der 1890er Jahre in Berlin den Konsumverein Eintracht und den Radfahrverein Voran zu gründen und wirkte 1900 an der Bildung des Berliner Konsumvereins mit, einem Zusammenschluss lokaler Vereine wie dem zuvor genannten Verein Eintracht. Steinschneider selber war „bis zum Schluß seines Lebens Genossenschaftsmitglied einer Verkaufsstelle“.
Bei der von seinem Sohn Adolf erwähnten Baugenossenschaftsbewegung handelte es sich vermutlich um die Berliner Bau- und Wohnungsgenossenschaft von 1892, die in einem ähnlichen politisch-sozialen Umfeld angesiedelt war wie der „Verein für Soziales Genossenschaftswesen“. Ein weiteres Engagement Steinschneiders galt dem 1893 von Hermann Abraham gegründeten Vereins für die Kinder-Volksküchen, dessen Aufgabe es war, in den von der ärmeren Bevölkerung bewohnten Stadtteilen Berlins bedürftigen Kindern zu einem warmen Mittagessen zu verhelfen. Steinschneider wurde im Jahre 1893 stellvertretender Vorstandsvorsitzender des Vereins.
Im Jahre 1903 trat der Rechtsanwalt Max Tucholski, der Onkel von Kurt Tucholsky in Steinschneiders Kanzlei ein, und im gleichen Jahr gründete Steinschneider die Villenkolonie Neu-Döberitz (siehe unten). 1904 wurde er zum Justizrat ernannt und beging Anfang 1906 sein 25-jähriges Berufsjubiläum. Während sich die Kanzlei immer in Berlin befand, lebte die Familie nach der Gründung der Villenkolonie in Neu-Döberitz. Ab 1911 aber lautete die Wohnanschrift dann aber wieder Berlin, Altonaer Straße 23. Nach dem Tod von Leopoldine Steinschneider im Jahre 1931 lebte hier auch noch Gustav Steinschneider, und es war die offizielle deutsche Meldeadresse von Karl Steinschneider, der aber in den USA lebte. Im Jahre 1932 wurde der Bäckermeister Alfred Hennig, Altonaer Straße 24, neuer Eigentümer des Hauses.:Fußnote 5495
Im Jahre 1914 gehörte Max Steinschneider zu den Mitbegründern des Bund Neues Vaterland, der Vorläuferorganisation der Deutschen Liga für Menschenrechte.
Max Steinschneider starb am 8. Dezember 1915. Im Berliner Tageblatt erschienen aus diesem Anlass zwei Traueranzeigen: eine von der Witwe Leopoldine Steinschneider und eine von den verbliebenen Partnern der Anwaltskanzlei, Max Tucholski und Felix Wolff, die die Kanzlei weiterführten; Adolf Moritz Steinschneider durchlief Anfang der 1920er Jahre bei ihnen einen Teil seines Referendariats. In dem schon erwähnten Nachruf würdigte Gertrud David Max Steinschneider als einen „der wärmsten Freunde und Förderer der Genossenschaftssache“, der bei allen Bestrebungen zu finden gewesen sei, „die der Sache des Fortschritts, der Kultur und der Freiheit dienen wollen“.

## Villenkolonie Neu-Döberitz
Im Umfeld des Bahnhofs Dallgow-Döberitz entstand ab 1903 die Villenkolonie Neu-Döberitz, „die sich zum Zentrum der heutigen Gemeinde Dallgow-Döberitz entwickelte“. Die Zeitschrift für Bauwesen sah 1912 die Gründung dieser Villenkolonie als Folge einer Entwicklung, die durch den aus militärischen Gründen forcierten Bau der Döberitzer Heerstraße angestoßen worden war und die sich auf die „Bautätigkeit in den südlichen Teilen des Spandauer Weichbilds und in Dallgow-Döberitz“ anregend ausgewirkt habe. Hinzu kam, dass es um die Jahrhundertwende in Mode kam, „dass Familien, die in Berlin zu Wohlstand gekommen waren, sich am Stadtrand oder im Umland Ländereien oder alte Herrenhäuser kauften und diese entweder zu Sommersitzen und Landhäusern umbauten, oder sie diese Investitionen als Geldanlagen verwalteten und vermarkteten“. Protagonisten dieser Entwicklung in der Gegend von Döberitz waren Rudolf Mosse, der in Dyrotz 1894 ein Rittergut erwarb, und Max Steinschneider, der ab dem Beginn des 20. Jahrhunderts die Entwicklung der Villenkolonie vorantrieb.

„Die mit Döberitz namensverwandte Villen-Kolonie Neu-Döberitz wurde 1903 östlich des Schwanengrabens und des Barackenlagers von dem jüdischen Rechtsanwalt und Justizrat Max Steinschneider gemeinsam mit verschiedenen Geschäftspartnern gegründet, die dort ihr Geld in Grundstücke investiert hatten. Er ließ das Gelände parzellieren und verkaufte diese Baugrundstücke.“

Nach einer Anzeige im Berliner Tageblatt war die Fertigstellung der Villenkolonie wohl für die 2. Hälfte des Jahres 1910 geplant:Fußnote 5487, doch nach Conrath verlief deren Entwicklung eher gemächlich und präsentierte sich 1918 als „eine eher beschauliche Siedlung mit aber durchaus repräsentativen Bauten“. Steinschneider war dort selber Eigentümer einer Villa. und lebte mit seiner Familie bis 1911 in der Kolonie. 1915 stellte er den größten Teil seines Besitzes per Schenkung dem Verein zur Förderung der Bodenkultur unter den Juden Deutschlands (Bodenkulturverein) zur Errichtung einer Gärtnereischule für Mädchen zur Verfügung.
Im Umfeld der Villenkolonie entstanden einige mit ihr eng verbundene Gesellschaften. So wurde am 14. Januar 1909 in das Genossenschaftsregister des Königlichen Amtsgerichts Berlin-Mitte „nach Statut vom 11. Juli 1908“ die „Neu-Döberitzer Baugenossenschaft, eingetragene Genossenschaft mit beschränkter Haftung“ und Sitz in Berlin eingetragen. Deren Geschäftszwecke waren „1) der Bau, Erwerb und die Verwaltung von Wohnhäusern, 2) die Annahme von Spareinlagen der Genossen zur Verwendung im Betriebe der Genossenschaft“. Die Mitglieder des Genossenschaftsvorstands waren: „Wilhelm Eckart zu Dallgow, Emil Sutor zu Charlottenburg und Max Steinschneider zu Berlin“. Dass Steinschneider im Frühjahr 1910 für die Villenkolonie als „beste Kapitalsanlage“ warb, kann dieser Genossenschaft ebenso gegolten haben wie der ebenfalls 1910 von ihm gegründeten Neu-Döberitz Schwimmbad AG, „deren Zweck der Betrieb einer Badeanstalt und die sonstige Ausnutzung des Wassers in der Villenkolonie Neu-Döberitz sowie der Erwerb von Wasser- und sonstigen Grundstücken war“.:Fußnote 5487 Zu den Aktionären gehörten Kaufleute und Handwerker aus Neu-Döberitz und Umgebung, darunter auch Steinschneiders 1920 verstorbener Bruder Jacques. Dem Aufsichtsrat der Gesellschaft gehörten unter anderem Max Steinschneider und dessen Sozius Max Tucholski an.:Fußnote 5487
Wie zuvor erwähnt, war ein Vorstandsmitglied der Neu-Döberitzer Baugenossenschaft Wilhelm Eckart. Über ihn und seinen Bruder Dietrich Eckart schrieb Ende der dreißiger Jahre Max Steinsschneiders inzwischen nach Frankreich emigrierter Sohn Adolf Moritz einen nicht publizierten Artikel, in dem er auf das frühere Treiben der Eckart-Brüder in der Kolonie einging. Diese hatten, nachdem sie Rechnungen nicht mehr bezahlen konnten, Bäume in dem zur Villenkolonie gehörenden Wäldchen geschlagen und dann das Holz verkauft. Max Steinschneider habe die Brüder vermahnt, doch da sie ein weiteres Mal Bäume gefällt hätten, habe er Wilhelm Eckart ausbezahlt und ihn aus der Kolonie ausgewiesen. Die Folge seien nächtliche antisemitische Schmähungen der Eckhart-Brüder vor dem Haus der Steinschneiders gewesen. Dem Ansehen Eckarts vor Ort hat dies offenbar nicht geschadet, denn in Döberitz gab es von 1936 bis 1945 einen Dietrich-Eckart-Gedenkhain. Anders dagegen verfuhr man mit der Steinschneiderstraße (Lage): Diese wurde im April 1933 in Göringstraße umgetauft.:Fußnote 5495 Zwar erhielt sie nach dem Ende des Zweiten Weltkriegs ihren ursprünglichen Namen wieder zurück, doch es bedurfte in der Nach-Wendezeit erst des Engagements einer Bürgerinitiative, dass das Straßenschild mit Zusatzinformationen über den Namensgeber versehen wurde. Die Initiatoren des Zusatzschildes wollten verhindern, dass die Leute denken, „die Straße sei nach einem Werkzeug benannt“. Auf der Webseite der Gemeinde Dallgow-Döberitz zu ihrer Geschichte wird die Villenkolonie zwar erwähnt und einmal auch die Steinschneiderstraße. Warum diese Straße so heißt, erfährt man dort nicht, und etwas über den Gründer der Villenkolonie ebenso wenig. Gescheitert war die Initiative mit ihrem Begehren, auch einen Stolperstein zur Erinnerung des von der SS ermordeten Adolf Moritz Steinschneider verlegen zu lassen, der seine Kindheit in der Villenkolonie verbracht hatte. Dessen letzter Wirkungsort sei nicht Dallgow gewesen, wurde die Initiative beschieden.
Die Villenkolonie wurde 1933 arisiert. Max Steinschneider und seine Frau waren zu diesem Zeitpunkt bereits verstorben, ihre drei Söhne emigriert oder standen kurz davor. Ob und welche Beziehungen damals noch zwischen der Familie Steinschneider und der Villenkolonie bestanden, ist nicht bekannt: „Die Entwicklung des Steinschneiderschen Besitzes ist nicht vollständig aufgeklärt. Angeblich erhielten die Erben einige Grundstücke nach der Wende 1989/90 zurück und verkauften diese. Gütlich belegt ist keiner der Abschlüsse.“ Über das weitere Schicksal der Villenkolonie nach der Arisierung gibt es keine belastbaren Hinweise.
Im Brandenburgischen Landeshauptarchiv existiert ein nicht digitalisierter Parzellierungsplan der Villenkolonie Neu Döberitz, und im Internet finden sich verschiedene Hinweise auf alte Postkarten mit Motiven der Villenkolonie.

## Gärtnereischule für Mädchen
Nach einer seit Oktober 1897 laufenden Vorbereitung wurde Anfang 1898 der oben schon erwähnte Bodenkulturverein gegründet. Ziel des Vereins war die Hebung der „allgemeinen sozialen Würdigung der Juden“ in Deutschland „im öffentlichen Leben und ebenso im bürgerlichen Verkehr“. Zur Erreichung dieses Ziels erschien den Initiatoren des Vereins die „Überführung einer grösseren Anzahl geeigneter jüdischer Elemente zum Ackerbau, der Obstkultur, Gärtnerei u. s. w. […] von recht vielen Gesichtspunkten aus als patriotische Pflicht der Beseitigung ethischer, sozialer, wirtschaftlicher Gegensätze zwischen Nichtjuden und Juden“. Diese Zielsetzung, die auf eine stärkere Integration der jüdischen Bevölkerung in die nicht-jüdische deutsche Gesellschaft abzielte, war im jüdischen Bürgertum der damaligen Zeit stark verbreitet und könnte ein Motiv für dafür gewesen sein, weshalb Steinschneider 1915 seine Ländereien in Döberitz dem Bodenkulturverein übereignet hat.
In einer Anzeige zum Tod von Steinschneider wies der Vorstand des Bodenkulturvereins am 14. Dezember 1915 auf die Verdienste des „verehrten Vorstandsmitglieds und treuen Mitarbeiters“ hin. Die Unterzeichner, Otto Warburg. J. Brandt und Arthur Kahn, bescheinigten ihrem verstorbenen Kollegen die „hohe soziale und wirtschaftliche Bedeutung unserer Bestrebungen zum Wohle der deutschen Judenheit und unseres Vaterlandes mit klarem Blicke“ erfasst zu haben. Dabei würdigte die Anzeige weniger die Gründung der Villenkolonie, als vielmehr die Tatsache, dass Steinschneider dort bemüht gewesen sei, „der Frauen- und Mädchenwelt neue Berufswege zu erschliessen und als den edelsten derselben die Beschäftigung mit und in der Natur“ zu ermöglichen. „Zu diesem Zwecke half er die von uns erstrebte Gärtnereischule für Mädchen [zu] errichten, indem er für die Zeit des Ausbaues einen Teil seiner Gärten, Ländereien und Villa in Döberitz in hochherziger Weise zur Verfügung stellte.“
Die Entscheidung für die Einrichtung einer Gärtnereischule für Mädchen, die dann Ende Oktober 1915 als erste ihrer Art in Deutschland errichtet worden war, war schon früher gefallen, nämlich zum Gedenktag des fünfzehnjährigen Bestehens des Bodenkulturvereins, aber „diese Schöpfung hätte […] nicht sobald ins Leben treten können“ ohne Steinschneiders Schenkung.
Im Gegensatz zur Gründung der Gärtnereischule, die durch Anzeigen und Artikel in der jüdischen Presse gut dokumentiert ist, gibt es über das weitere Schicksal der Einrichtung keine Hinweise. Im 19. Jahresbericht des Vereins zur Förderung der Bodenkultur unter den Juden Deutschlands in Berlin für die Jahre 1917/1918 wird die Gärtnereischule in Döberitz nicht mehr erwähnt, obwohl in dem Bericht der landwirtschaftlichen und gärtnerischen Ausbildung jüdischer Mädchen viel Platz eingeräumt wird. Von sechs Mädchen, denen im Berichtszeitraum die Erlernung der Garten- und Feldwirtschaft ermöglicht wurde, ist die Rede, doch wo diese Ausbildung stattfand, wird nicht berichtet. Erwähnt wird lediglich eine von Arthur Kahn geleitete „Gartenkolonie in Charlottenburg“, von der glänzende Erfolge zu berichten seien.